# Otto Friedrich Ignatius
Otto Friedrich Ignatius, né le 17 avril 1794 (28 avril 1794 dans le calendrier grégorien) à Hageri, Estonie et mort le 26 août 1824 (7 septembre dans le calendrier grégorien) à Tsarskoïe Selo, est un peintre, écrivain et compositeur germano-balte.

## Biographie

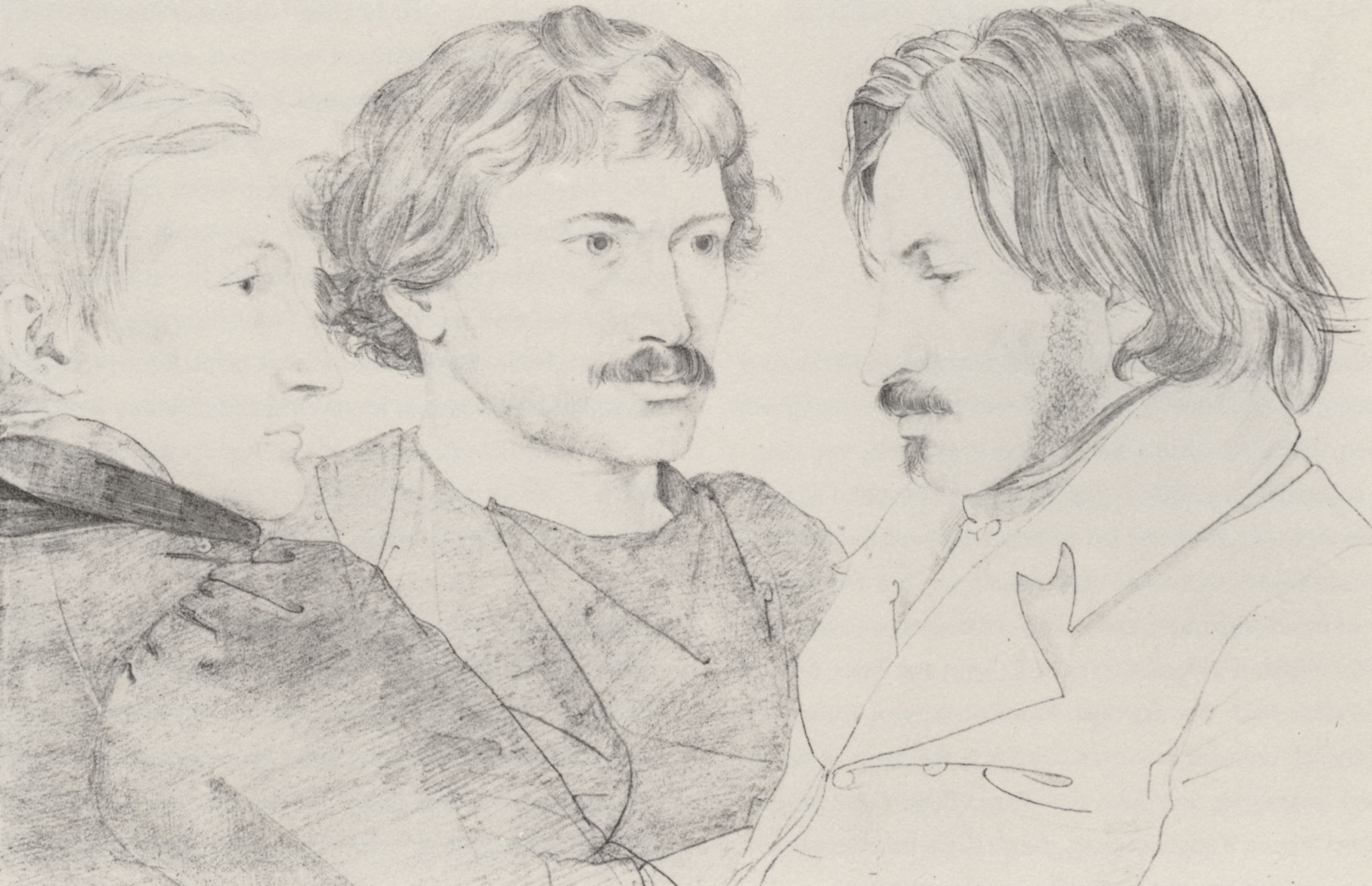
Dessin de Carl Philipp Fohr : Otto Friedrich Ignatius, August Georg Wilhelm Pezold et Gustav Adolf Hippius.

Otto Friedrich Ignatius est né à Hageri (nom allemand : Haggers) près de Tallinn. Son père, David Friedrich Ignatius (et) (1756-1834), est un pasteur local qui a fondé une école où Otto Friedrich prend des cours de dessin, et son grand-père est l'homme de lettres et traducteur Michael Ignatius (et). Il a pour professeur le peintre Carl Sigismund Walther (et) et pour camarade de classe Gustav Adolf Hippius, lui aussi destiné à devenir peintre.
En 1812-13, il étudie à l'Académie russe des Beaux-Arts à Saint-Pétersbourg puis à  l'Académie des arts de Berlin. En 1815, il part pour Dresde avec ses amis Gustav Adolf Hippius et August Georg Wilhelm Pezold puis pour Prague et Vienne. Pendant quelque temps, il est l'élève de Heinrich Friedrich Füger à l'Académie des beaux-arts de Vienne.
Il voyage en Italie 1817, et travaille à Rome pendant deux ans. Il y entretient des relations étroites avec le mouvement nazaréen. En 1819, il retourne en Estonie et vit à Hageri et Tallinn.
En 1820, il s'installe à Saint-Pétersbourg où il est peintre à la cour du tsar jusqu'à sa mort quatre ans plus tard.

## Œuvre
Ignatius est surtout connu pour ses portraits, notamment celui de son épouse Adelheid (1819), qui montre les influences des Nazaréens, ainsi que le portrait d'Otto Wilhelm von Krusenstern (et) et de sa femme. En outre, nombre de ses œuvres traitent de sujets religieux. Son plus grand ouvrage, la peinture murale de la loge impériale de l'église du palais de Tsarskoïe Selo, est resté inachevé après sa mort, jusqu'à ce qu'il soit repris en 1825 par son ami Gustav Adolf Hippius (la peinture est détruite en 1941).
Il a également écrit des poèmes et des drames. Les plus connus sont la comédie Der Korb oder die zaghaften Liebhaber (1820) et la tragédie historique Marino Falieri (1824). Il a aussi composé des chansons. En 1829-30, il publie des extraits de son journal de voyage en Italie et y décrit son approche programmatique de l'art.